# Ferdinando Paër
Ferdinando Paer (fr. Paër; ur. 1 czerwca 1771 w Parmie, zm. 3 maja 1839 w Paryżu) – włoski kompozytor (głównie muzyki operowej), od 1797 kapelmistrz wiedeńskiego Theater am Kärntnertor, od 1806 nadworny kapelmistrz i kompozytor cesarza Napoleona I, od 1812 dyrektor Opery Włoskiej w Paryżu.
W swoich czasach był bardzo popularnym kompozytorem, najbardziej znanym z oper Griselda (1798), Camilla, ossia Il sotterraneo (1799), Leonora, ossia L’amore conjugale (1804), Achille (1801).
Był ojcem chrzestnym hiszpańskiej śpiewaczki Pauline Viardot.
24 lipca 1830 r. w Warszawie w Teatrze Narodowym rolą tytułową w Anieli (Agnese, 1809) Paëra debiutowała z dużym sukcesem koleżanka z konserwatorium i młodzieńcza miłość Fryderyka Chopina – Konstancja Gładkowska.